# Kathog-Kloster
| Tibetische Bezeichnung                      |
| ------------------------------------------- |
| Tibetische Schrift: ཀ༔་ཐོག་དགོན།              |
| Wylie-Transliteration: ka thog dgon         |
| Aussprache in IPA: [gatʰok]                 |
| Offizielle Transkription der VRCh: Gatog    |
| THDL-Transkription: Katok                   |
| Andere Schreibweisen: Kathog, Kathok, Katok |
| Chinesische Bezeichnung                     |
| Traditionell: 嘎拖寺                        |
| Vereinfacht: 嘎拖寺                         |
| Pinyin:Gātuō Sì                             |

Das Kathog-Kloster (tib.: ka thog) befindet sich im Kreis Baiyü (Pelyül) des Autonomen Bezirks Garzê der Tibeter in Sichuan. Es gehört neben Pelyül, Dzogchen, Shechen, Mindrölling und Dorje Drag zu den sogenannten „Sechs großen Sitzen“ der Nyingma-Schule des tibetischen Buddhismus. Es wird aufgrund seines Alters und seiner Bedeutung als Ausgangspunkt aller großen Nyingma-Traditionen in Tibet angesehen.

## Kathog-Stammkloster
Das Stammkloster Kathog Dorjeden (tib.: ka thog rdo rje gdan) wurde im Jahr 1159 von Kadampa Desheg (tib.: ka dam pa bde gshegs; 1122–1192) gegründet. Es dürfte neben dem Kloster Samye eines der ältesten noch erhaltenen tibetischen Klöster sein. In der Zeit nach der Gründung besuchte der große Dzogchen-Meister Vairocana während seines Aufenthaltes in Gyarong das Kloster Kathog. Nahe dem Kloster ließ er eine Stupa errichten. Bereits der fünfte Thronhalter von Kathog ließ über hundert Klöster erbauen und verbreitete die Tradition.
Das Kathog-Kloster ist berühmt für seinen fünfstöckigen Tempel, der den „glorreichen kupferfarbenen Palast“ Padmasambhavas darstellt, dem eigentlichen Urheber der Nyingma-Tradition.

## Lehren
Zu den tantrischen Übertragungen des Kathog-Klosters gehören Lehren der drei „inneren“ Tantras (Mahayoga, Anuyoga und Atiyoga), aber auch Cö- und Phowa-Lehren werden übertragen. Später wurde der spirituelle Reichtum der Tradition durch die Terma-Praktiken von Ratna Lingpa erweitert.

## Thronhalter und Meister aus der Kathog-Tradition
Derzeit ist Lhoga Rinpoche 84. Thronhalter von Kathog. Von den 300 aus dem Kathog-Stammkloster hervorgegangenen Klöstern ist ein großer Teil nach dem Aufstand von 1959 und während der Kulturrevolution zerstört worden, 130 Klöster in China, Bhutan, Indien, Sikkim und der Mongolei bestehen aber noch heute. Die von dem Stammkloster Kathog ausgehenden Klöster haben noch bis in die heutige Zeit viele buddhistische Meister hervorgebracht, darunter in jüngerer Vergangenheit Chatral Rinpoche und die im Westen bekannten Meister Chagdud Trülku und Nyoshul Khen Rinpoche. Auch der noch relativ junge Meister Kathog Trülku entstammt dieser Tradition und lebt derzeit in Norwegen.